# Baie d'Espoir
La baie d'Espoir (en anglais Bay d'Espoir) est une baie située sur la côte sud de l'île de Terre-Neuve dans la province de Terre-Neuve-et-Labrador au Canada.

## Toponymie
La baie d'Espoir apparait sous différentes orthographes :
- Bay d'Espoir/e ;
- Bay Despair ;
- Bay Despoir/e ;
- Baie d'Espoir/e ;
- Baie Despair ;
- Baie Despoir/e.

## Villes
- St. Alban's (plus grande ville)
- Conne River/Miawpukek
- Milltown/Head of Bay d'Espoir
- Morrisville
- St. Joseph's Cove
- St. Veronica's